# Nothing 'Bout Me
Nothing 'Bout Me is een nummer van de Britse muzikant Sting uit 1994. Het is de zesde en laatste single van zijn vierde soloalbum Ten Summoner's Tales. Op dat album staat het nummer vermeld onder de noemer Epilogue (Nothing 'Bout Me).
Het nummer werd een klein hitje in het Verenigd Koninkrijk, Noord-Amerika, Frankrijk en Nederland. In het Verenigd Koninkrijk bereikte het een bescheiden 32e positie, terwijl het in Nederland niet verder kwam dan de 16e positie in de Tipparade.